# ハーフ・ザ・マン
ハーフ・ザ・マン (Half The Man)は1994年にリリースされたジャミロクワイの楽曲。アルバム「スペース・カウボーイの逆襲 (The Return of The Space Cowboy)」内でリリースされ、その後シングルカットされた。

## 概要
- 生後6週間で亡くなってしまったボーカルジェイ・ケイの一卵性双生児の兄デイビッドについての歌である。6週間だったがデイビッドは穏やかな赤ちゃんだった。それに対してケイはヤンチャな性格である。このため2人でバランスをとっていたと言う感覚を持っており、片方の半分の自分を歌ったそう[1]。
- 後に、この歌詞は自分が書いた部分もあるとキーボードのトビー・スミスが発言した。スミスの場合は、当時交際中で後に妻となったガブリエラ夫人と自分が2人で1つだという思いを持って書いたそう。

## 売上ランキング
| 国別チャート(1994-1995)              | 最高順位 |
| ------------------------------------ | -------- |
| Australia (ARIA)                     | 198      |
| Netherlands (Dutch Top 40 Tipparade) | 13       |
| Netherlands (Dutch Single Tip)       | 10       |
| Scotland (OCC)                       | 20       |
| UK Singles (OCC)                     | 15       |

## トラック・リスト
CDシングル
1. ハーフ・ザ・マン  - 3:35
2. スペース・クアヴ 　- 4:56
3. 地球は緊急事態 (London Rican Mix)　- 7:10
4. ハーフ・ザ・マン (album version)　- 4:48